# Reggie Young
Ne pas confondre avec Reggie Young, tromboniste américain, membre d'Earth, Wind and Fire
Pour les articles homonymes, voir Young.
Reggie Grimes Young Jr. (12 décembre 1936 - 17 janvier 2019) est un musicien américain, principal guitariste des Memphis Boys, le groupe maison de l'American Sound Studio, et un musicien de session de premier plan. Il est présent sur de nombreux enregistrements aux côtés d'artistes tels que Elvis Presley, Dusty Springfield, J.J. Cale, Dionne Warwick, Willie Nelson, Waylon Jennings, The Box Tops, Johnny Cash, Jerry Lee Lewis, Merle Haggard, The Highwaymen, Eddy Mitchell et Johnny Hallyday. Reggie Young est intronisé au Musicians Hall of Fame and Museum de Nashville en 2019.

## Carrière
Reggie Young, né le 12 décembre 1936 à Caruthersville, Missouri, est élevé à Osceola, Arkansas. Il fait ses débuts avec Eddie Bond & the Stompers, un groupe de rockabilly de Memphis, Tennessee, qui fait une tournée avec Johnny Cash, Carl Perkins et Roy Orbison au milieu des années 1950. En 1958, Young accompagne le chanteur Johnny Horton, faisant plusieurs apparitions dans l'émission de radio populaire Louisiana Hayride à Shreveport.
Young est un des membres originaux du Bill Black Combo, qui obtient plusieurs succès instrumentaux aux États-Unis en 1959 et au début des années 1960, les plus populaires étant Smokie, Pts. 1 & 2, White Silver Sands, et une version instrumentale de Don't Be Cruel, sortie sur Hi Records. Le magazine Billboard désigne le Combo comme le groupe instrumental n°1 trois années de suite, de 1960 à 1962.
En février 1964, les Beatles demandent au Bill Black Combo d'ouvrir pour eux lors de leur première tournée américaine. Ils invitent ensuite le Combo en Angleterre pour une autre tournée d'un mois. Après la mort du leader Bill Black (le premier bassiste d'Elvis Presley) en octobre 1965, Young se concentre sur l'activité de musicien au Hi Studio à Memphis jusqu'en 1967, avant de se retrouver, plus tard dans l'année, à l'American Sound Studio à la demande de Chips Moman.
The Memphis Boys, le groupe maison du studio, est responsable d'environ 120 singles à succès, pop, country, rock ou soul, entre 1967 et 1971. Young joue sur les sessions d'Elvis Presley de janvier-février 1969, notamment sur Suspicious Minds, Kentucky Rain, Don't Cry Daddy et In the Ghetto. Lorsque le studio ferme à la fin de 1971, Young déménage à Nashville en tant que guitariste de studio indépendant. Il participe aux sessions de Presley en juillet 1973 chez Stax Records à Memphis, dont sont issus les albums Raised on Rock et Good Times.
Reggie Young est, avec Vinnie Bell et Eddie Willis, l'un des premiers musiciens à utiliser un sitar électrique sur des enregistrements, dont Hooked on a Feeling de B. J. Thomas et Cry Like a Baby des Box Tops en 1968 et, sur Gentle on My Mind, I'm Movin' On et You'll Think of Me d'Elvis Presley en 1969.
Au début des années 1970, Young accompagne Jimmy Buffett en tant que membre des trois premiers albums du Coral Reefer Bands, A White Sport Coat & a Pink Crustacean, Living and Dying in 3/4 Time et A1A. Après avoir joué sur les sessions des Highwaymen (supergroupe réunissant Johnny Cash, Waylon Jennings, Willie Nelson et Kris Kristofferson) en 1984, Young rejoint leur tournée pour une durée de cinq ans (1990-1995). Young participe également à de nombreuses sessions et concerts avec Waylon Jennings, y compris ses dernières tournées mettant en vedette le Waymore Blues Band, avant la mort de Jennings en 2002.
Young est nommé pour un Grammy en 1997 et se produit au Kennedy Center en l'honneur de Johnny Cash et Willie Nelson. En 2008, le Country Music Hall of Fame reconnait Young comme un « Nashville Cat ». Cette même année voit également la sortie du premier album solo de Young, Be Still, une collaboration avec sa femme et violoncelliste Jenny Lynn Young.
En août 2009, les Memphis Boys et Chips Moman sont récompensés par le Memphis Grammy Chapter pour leur travail sur Suspicious Minds lors d'une réception de fans à Graceland.

## Vie privée
Young rencontre sa femme, la violoncelliste de formation classique Jenny Lynn Hollowell, en 1999, lors de la formation du Waymore Blues Band de Waylon Jennings. Ils se marient en 2004. Ils résident à Leipers Fork, au centre du Tennessee, où Young passe une grande partie de son temps à composer dans son home studio.
Reggie Young meurt d'un arrêt cardiaque dans la soirée du 17 janvier 2019 à son domicile de Leiper's Fork,.

## Principaux enregistrements
- Bobby Blue Bland - Touch of the Blues
- The Box Tops - The Letter, (n°1 des charts US[14], n°30 R&B[15], n°363 dans le classement des 500 plus grandes chansons de tous les temps du magazine Rolling Stone), Cry Like a Baby (sitar électrique) (n°2 US[16]), Neon Rainbow (n°1 US)
- J.J. Cale - Cajun Moon et Cocaïne[17]
- James Carr - I Got My Mind Messed Up (n°7 US et R&B[18])
- King Curtis - Memphis Soul Stew (version album studio)
- Neil Diamond - Sweet Caroline (n°4 US[19])
- Dobie Gray - Drift Away (n°5 US[20])
- The Highwaymen - Highwayman et Desperados Waiting for a Train
- Jumpin' Gene Simmons - Haunted House (n°11 US)
- Herbie Mann - Memphis Underground (n°20 US Album charts), Reggae II, Mississippi Gambler
- Delbert McClinton - Victim of Life's Circumstances
- Willie Nelson - Always on My Mind (n°5 US[21], n°1 Country[22]), Grammy Award de la chanson de l'année en 1982.
- Danny O'Keefe - Good Time Charlie's Got the Blues (n°9 US charts[23], n°63 Country[24])
- Wilson Pickett - I'm in Love (n°45 US, n°4 R&B)
- Sandy Posey - Born a Woman (n°12 US[25]) et Single Girl (n°12 US[25])
- Elvis Presley - Suspicious Minds (n°1 US[26]), Kentucky Rain (n°16 US[26]), n°13 Country[27]), In the Ghetto (n°3 US[26], n°60 Country[27]), Don't Cry Daddy (n°13 Country[27], n°6 US[26]), et I've Got A Thing About You Baby, Stranger In My Own Hometown.
- Rattlesnake Annie - Free The Children
- Billy Joe Royal - Down in the Boondocks (n°9 US [28] et n°1 du magazine RPM au Canada)
- Merrilee Rush - Angel Of The Morning (n°7 US[29])
- Jackie DeShannon - I Wanna Roo You
- Dusty Springfield - album Dusty in Memphis, contenant le tube Son of a Preacher Man (n°10 US[30])
- Billy Swan - I Can Help (n°1 US[31] et Country[32]), Lover Please
- Joe Tex - Skinny Legs and All[4] (n°10 US)
- B. J. Thomas - Hooked On A Feeling (sitar électrique), (n°5 US[33]), (Hey Won't You Play) Another Somebody Done Somebody Wrong Song (n°1 US[34] et Country[35])
- Bobby Womack - More Than I Can Stand
- Reggie Young - Memphis Grease

## Collaborations et participations
- Chuck Berry : Chuck Berry in Memphis (Mercury, 1967)
- The Box Tops : Cry Like a Baby (Bell, 1968)
- Bobby Womack :
  - Fly Me to the Moon (Minit, 1969)
  - Understanding (United Artists, 1972)
  - Roads of Life (Arista, 1979)
- Dusty Springfield : Dusty in Memphis (Atlantic, 1969)
- Elvis Presley :
  - From Elvis in Memphis (RCA, 1969)
  - From Memphis to Vegas / From Vegas to Memphis (RCA, 1969)
  - Elvis Now (RCA, 1972)
  - Raised on Rock (RCA, 1973)
- Dionne Warwick : Soulful (Sceptre, 1969)
- Herbie Mann :
  - Memphis Underground (Atlantic, 1969)
  - Memphis Two-Step (Embryo, 1971)
  - Mississippi Gambler (Atlantic, 1972)
  - Reggae II (Atlantic, 1976)
- Petula Clark : Memphis (Warner Bros, 1970)
- John Prine :
  - John Prine (Atlantic, 1971)
  - Sweet Revenge (Atlantic, 1973)
- Ronnie Milsap :
  - Ronnie Milsap (Warner, 1971)
  - Night Things (RCA, 1975)
  - 20/20 Vision (RCA, 1976)
  - It Was Almost Like a Song (RCA, 1977)
  - Images (RCA, 1979)
  - Milsap Magic (RCA, 1980)
  - Stranger Things Have Happened (RCA, 1989)
  - True Believer (Liberty, 1993)
- Arthur Alexander : Arthur Alexander (Warner, 1972)
- Jackie DeShannon :
  - Jackie (Atlantic, 1972)
  - Chansons (RPM, 2005)
- Joan Baez : Where Are You Now, My Son? (A&M, 1973)
- Tony Joe White : Homemade Ice Cream (Warner Bros, 1973)
- Waylon Jennings :
  - Honky Tonk Heroes (RCA, 1973)
  - This Time (RCA, 1974)
  - Ol' Waylon (RCA, 1977)
  - Black on Black (RCA, 1982)
  - Take It to the Limit, avec Willie Nelson (Columbia, 1983)
  - Will the Wolf Survive (MCA, 1986)
  - Hangin' Tough (MCA, 1987)
  - A Man Called Hoss (MCA, 1987)
  - Full Circle (MCA, 1988)
  - Clean Shirt, avec Willie Nelson (Epic, 1991)
  - Too Dumb for New York City, Too Ugly for L.A. (Epic, 1992)
  - Never Say Die: The Final Concert (Columbia, 2007)
  - Goin' Down Rockin': The Last Recordings (Saguaro Road, 2012)
- Jimmy Buffett :
  - A White Sport Coat and a Pink Crustacean (MCA, 1973)
  - Living and Dying in 3/4 Time (Dunhill, 1974)
  - A1A (Dunhill, 1974)
  - Rancho Deluxe (soundtrack) (United Artists, 1975)
  - Riddles in the Sand (MCA, 1984)
  - Last Mango in Paris (MCA, 1985)
  - Floridays (MCA, 1986)
- Paul Anka : Anka (United Artist, 1974)
- Donovan : 7-Tease (Epic, 1974)
- Johnny Rivers : The Road (Atlantic, 1974)
- J.J. Cale :
  - Okie (A&M, 1974)
  - Troubadour (Shelter, 1976)
  - Shades (Island, 1981)
  - Grasshopper (Mercury, 1982)
- Kris Kristofferson :
  - Breakaway, avec Rita Coolidge (Monument, 1974)
  - A Moment of Forever (Justice, 1995)
- B. J. Thomas :
  - Reunion (ABC, 1975)
  - You Gave Me Love (When Nobody Gave Me a Prayer) (1979)
- Johnny Cash :
  - John R. Cash (Columbia, 1975)
  - Rainbow (Columbia, 1985)
  - Heroes, avec Waylon Jennings (Columbia, 1986)
  - Boom Chicka Boom (Mercury, 1990)
- Al Kooper : Act Like Nothing's Wrong (United Artists, 1976)
- Eddy Mitchell :
  - Sur la route de Memphis (Barclay, 1976)
  - La Dernière Séance (Barclay, 1977)
  - Le Cimetière des éléphants (Barclay, 1982)
  - Mr Eddy (Polydor, 1996)
- Amy Grant : Amy Grant (Myrrh, 1977)
- Roy Orbison : Regeneration (Monument, 1977)
- Kenny Rogers :
  - Kenny Rogers (United Artists, 1977)
  - Daytime Friends (United Artists, 1977)
  - The Gambler (United Artists, 1978)
  - Classics, avec Dottie West (United Artists, 1979)
  - Kenny (United Artists, 1979)
- Crystal Gayle :
  - We Must Believe in Magic (United Artists, 1977)
  - When I Dream (United Artists, 1978)
  - True Love (Elektra, 1982)
- George Jones :
  - Bartender's Blues (Epic, 1978)
  - Shine On (Epic, 1983)
  - Walls Can Fall (MCA, 1992)
  - High-Tech Redneck (MCA, 1993)
- Hank Williams, Jr. :
  - Family Tradition (Elektra, 1979)
  - Whiskey Bent and Hell Bound (Elektra, 1979)
  - Habits Old and New (Elektra, 1980)
  - Rowdy (Elektra, 1981)
  - The Pressure Is On (Elektra, 1981)
  - High Notes (Elektra, 1982)
  - Strong Stuff (Elektra, 1983)
  - Major Moves (Warner, 1984)
  - Five-O (Warner, 1985)
  - Montana Cafe (Warner, 1986)
  - Born to Boogie (Warner, 1987)
  - Wild Streak (Warner, 1988)
  - Lone Wolf (Warner, 1990)
  - Pure Hank (Warner, 1991)
  - Maverick (Curb, 1992)
  - Out of Left Field (Curb, 1993)
  - I'm One of You (Curb, 2003)
- Merle Haggard  :
  - Back to the Barrooms (MCA, 1980)
  - Pancho & Lefty, avec Willie Nelson (Epic, 1983)
  - That's the Way Love Goes (Epic, 1983)
  - Amber Waves of Grain (Epic, 1985)
  - 5:01 Blues (Epic, 1989)
  - Chicago Wind (Capitol, 2005)
  - I Am What I Am (Vanguard, 2010)
  - Working in Tennessee (Vanguard, 2011)
- Tammy Wynette : Only Lonely Sometimes (Epic, 1980)
- Dolly Parton :
  - 9 to 5 and Odd Jobs (RCA, 1980)
  - White Limozeen (Columbia, 1989)
  - Something Special (Columbia, 1995)
  - Treasures (Rising Tide, 1996)
- Rosanne Cash : Somewhere in the Stars (Columbia, 1982)
- Patsy Cline et Jim Reeves : Remembering Patsy Cline & Jim Reeves (MCA, 1982)
- B. B. King : Love Me Tender (MCA, 1982)
- Willie Nelson :
  - Always on My Mind (Columbia, 1982)
  - Without a Song (Columbia, 1983)
  - City of New Orleans (Columbia, 1984)
  - Partners (Columbia, 1986)
  - What a Wonderful World (Columbia, 1988)
  - A Horse Called Music (Columbia, 1989)
  - Across the Borderline (Columbia, 1993)
  - Healing Hands of Time (Capitol, 1994)
  - The Great Divide (Lost Highway, 2002)
- George Strait :
  - Right or Wrong (MCA, 1983)
  - Does Fort Worth Ever Cross Your Mind (MCA, 1984)
  - Something Special (MCA, 1985)
  - #7 (MCA, 1986)
  - Merry Christmas Strait to You! (MCA, 1986)
  - Ocean Front Property (MCA, 1987)
  - If You Ain't Lovin' You Ain't Livin (MCA, 1987)
  - Beyond the Blue Neon (MCA, 1989)
  - Livin' It Up (MCA, 1990)
  - Holding My Own (MCA, 1992)
- Johnny Hallyday :
  - Entre violence et violon (Philips, 1983)
  - Nashville 84 : Drôle de métier et Spécial Enfants du rock (Philips, 1984)
  - En V.O. (Philips, 1984)
- Dean Martin : The Nashville Sessions (Warner, 1983)
- Joe Cocker : Civilized Man (Capitol, 1984)
- Ray Charles : Friendship (Columbia, 1984)
- Conway Twitty :
  - By Heart (Warner, 1984)
  - Don't Call Him a Cowboy (Warner, 1985)
  - Borderline (MCA, 1987)
  - Still in Your Dreams (MCA, 1988)
  - House on Old Lonesome Road (MCA, 1989)
- The Highwaymen :
  - Highwayman (Columbia, 1985)
  - Highwayman 2 (Columbia, 1990)
  - The Road Goes On Forever (Liberty, 1995)
- Jerry Lee Lewis, Johnny Cash, Roy Orbison et Carl Perkins : Class of '55 (America/Smash, 1986)
- Nicolette Larson : Rose of My Heart (MCA, 1986)
- Elliott Murphy : Après le Déluge (New Rose, 1987)
- Patty Loveless :
  - Patty Loveless (MCA, 1987)
  - If My Heart Had Windows (MCA, 1988)
- Etta James :
  - Seven Year Itch (Island, 1988)
  - Stickin 'to My Guns (Island, 1990)
- Clint Black :
  - Killin' Time (RCA, 1989)
  - The Hard Way (RCA, 1992)
- Tanya Tucker :
  - Tennessee Woman (Capitol, 1990)
  - Can't Run from Yourself (Liberty, 1992)
  - Fire to Fire (Liberty, 1995)
  - Complicated (Capitol, 1997)
- Collin Raye : All I Can Be (Epic, 1991)
- Feargal Sharkey : Songs from the Mardi Gras (Virgin, 1991)
- Shania Twain : Shania Twain (Mercury, 1993)
- Paul Young : The Crossing (Columbia, 1993)
- Bob Dylan : The 30th Anniversary Concert Celebration (Columbia, 1993)
- Vince Gill : When Love Finds You (MCA, 1994)
- Billy Ray Cyrus : Storm in the Heartland (Mercury, 1994)
- Aaron Neville : The Tattooed Heart (A&M, 1995)
- Frank Black :
  - Honeycomb (Cooking Vinyl, 2005)
  - Fast Man Raider Man (Cooking Vinyl, 2006)
- Eric Clapton & Friends : The Breeze: An Appreciation of JJ Cale (Bushbranch, 2014)
- Martina McBride : Everlasting (Vinyl Recordings, 2014)
- Boz Scaggs : A Fool to Care (429 Records, 2015)

### Note
1. ↑  Les Nashville Cats sont des musiciens et des chanteurs de session reconnus pour avoir joué un rôle important dans l'histoire de la musique country.